# Konfederationen för självständiga system
Konfederationen för självständiga system, förkortning: KSS (engelska: Confederacy of Independent Systems, kort: CIS), vanligen kallade separatisterna, separatiströrelsen eller separatistalliansen, är en fiktiv statsorganisation i Star Wars-universumet som är aktiv mellan cirka 24–19 BBY. Greve Dooku (Darth Tyranus) är dess ledare. Konfederationen består av många olika raser, planetsystem och megakoncerner.
Konfederationen bildades som svar på den växande korruptionen och ineffektiviteten inom den galaktiska republiken. Dess egentliga syfte var att starta ett inbördeskrig i galaxen för Darth Sidious räkning. Han skulle då kunna överta makten över hela republiken. Utvecklingen ledde till slut till krig mellan republiken och konfederationen när Obi-Wan, Anakin Skywalker och Padmé upptäckt en stor droidarmé på Geonosis. Jedi-riddare och republikens klonarmé anlände och striden var ett faktum. Detta blev början på klonkrigen. Konfederationen spred rädsla igenom hela galaxen, mycket på grund av General Grievous, vars krigsmetoder var mycket brutala. Till slut tvingades konfederationen på knä. Greve Dooku var död och separatistledningen mördades av Darth Vader på Mustafar. Detta gjorde det möjligt för Palpatine att gripa makten i senaten och ombilda republiken till ett rymdimperium med honom som kejsare.

## Historia
Det var dåliga tider för den galaktiska republiken. Korruption, trög byråkrati och oenighet var ord som stämde in bra på dess senat. 
Den före detta Jedi-riddaren Greve Dooku kände till detta och övergav republiken och jedi-orden som löd under den. Han började organisera ett uppror och utnyttjade de många negativa känslor som fanns mot senaten. Han bildade konfederationen som ett alternativ till den sittande senaten. Konfederationen växte snabbt och fick många anhängare. 
Trots att senaten visste att många planetsystem lämnade republiken för att sluta upp bakom konfederationen så bekräftade de aldrig formellt detta eftersom det bara skulle göra konfederationen starkare enligt dem. 

### Klonkriget
Konfederationen bara växte och det gjorde även dess armé. Handelsfederationen som enligt republiken skulle minska sin droid-armé ökade den i hemlighet och lade till den till separatisternas armé. Organisationer som Techno-förbundet, Intergalaktiska banksällskapet, Bolagsalliansen och Handelsgillet slöt sig till konfederationen vid mötet på Geonosis. Detta gjorde att organisationens arméer växte ännu mer. 
Konfederationens plan var att producera så många soldater att man skulle kunna överraska republiken och inta huvudplaneten Coruscant. Men Obi-Wan satte käppar i hjulet när han upptäcker samlandet av en armé på Genosis och skickade den informationen vidare till Anakin och till senaten. Jedi-riddare och klontrupper anlände och kriget började. 
Under de följande tre åren kom republiken och konfederationen att utkämpa ett grymt krig med många förluster på båda sidor. 
I första delen av kriget gick det bra för konfederationen. Men erövrade många världar och vann många slag. När Grievous anföll Duro trodde många att separatisterna skulle vinna kriget. Men krigslyckan vände och republiken började vinna fler och fler segrar. När konfederationens hjältar Asajj Ventress och Durge dödades började det verkligen gå utför för separatisterna. Nu började anfallet på Yttre rand-territorierna. 
Men separatisterna hade mycket kvar att kasta mot republiken. Man inledde offensiver mot bland annat Kashyyyk och Coruscant där man lyckades kidnappa kansler Palpatine. Dock misslyckades planerna och Greve Dooku dödades.

### Konfederationens fall
När klontrupperna attackerade Utapaut, Felucia och Mygeeto var konfederationens tid snart slut. Separatistledarna flyttades till Mustafar för sin säkerhets skull. General Grievous besegrades på Utapaut. Efter detta utfördes order 66, kejsar Palpatines hemliga order om att klontrupperna skulle döda sina egna Jedigeneraler. Efter det skickades Anakin Skywalker, nyligen dubbad Darth Vader, att mörda separatistledarna på Mustafar. Vader anlände och gjorde snabbt slut på ledarna. Innan de mördades hade separatisterna stängt av sina droidarméer och kriget var slut. 
Eftersom kriget var iscensatt av Darth Sidious skulle det vara orättvist att säga att konfederationen var svagare än republiken. Sidious hade planerat kriget noga och det var väl planerat att konfederationen skulle förlora. Därför hade konfederationen förlorat redan innan de börjar strida.

### Efter kriget
Många världar och planeter assimilerades av Rymdimperiet men några gjorde hårdnackat motstånd. På Geonosis fortsatte man att producera B1 Battle droids men man stoppades av en bataljon av klontrupper. 
Gizor Dellso var en geonosisk mekaniker som överlevt attacken på sin hemvärld och bestämde sig för att hämnas. Han begav sig till Mustafar och påbörjade produktionen av nya B1 stridsdroider och B2 superstridsdroider. Han lyckades samla ett fåtal skepp i omloppsbana för att skydda fabriken. Men imperiet fick reda på planerna om ett uppror och skickade 501:a legionen för att förgöra upproret. Kampen blev hård både i rymden och på planeten. Men flottan i omloppsbana förstördes och fabriken tillsammans med Gizor gick under för bombardemang. 
Efter Gizors nederlag minskade antalet upproriska separatistfästen drastiskt. Men trots nederlaget fortsatte några få separatistfästen att göra motstånd och många av dem gick med i rebellrörelsen.

## tyrelse och politik
Konfederationen styrdes av överhuvudet Greve Dooku, under honom fanns befälhavaren General Grievous som inte hade någon politisk makt om inte överhuvudet dog. Sedan fanns separatistledarna bestående av: 
- Nute Gunray - Handelsfederationen
- San Hill - Intergalaktiska banksällskapet
- Wat Tambor - Techno-förbundet
- Poggle den mindre - De Geonosiska industrierna
- Shu Mai - Handelsgillet
- Passel Argente - Bolagsalliansen
- Po Nudo - Hyperkommunikations-kartellen
- Tikkes - Quarrens Isolation Liga

## Konfederationens militär
Konfederationsarmén, även kallad separatistarmén eller droidarmén, var en gigantisk blandning av olika vapen, soldater och krigsmaskiner. 
De som bildade konfederationen var chefer för handelsföretag och inte generaler. Därför letade Greve Dooku alltid efter kompetent militärt ledarskap. General Grievous var rätt man för jobbet som överbefälhavare för droidarmén. Han var erfaren och saknade medkänsla. Andra generaler var: Lok Durd, Asajj Ventress, Durge och Kommendör Merai. 
Separatistarmén bestod bland annat av: B1 battle droids, B2 (super) battle droids, Droidiker, Magnavakter, Krabbdroid, Hagelstormsdroid, spårande Spindeldroid, dvärgspindeldroid och NR-N99 tankdroid.   
När kriget var över stängdes separatistarmén ner, men Rymdimperiet kom senare att använda vissa delar av den för att kväsa vissa uppror.

## Planeter och platser
Konfederationen var en stor organisation som kontrollerade flera tusentals planetsystem, några planeter var:  
Aargonar, Abrion Major, Agamar, Alliga, Ando, Ando Prime, Atraken, Axion, Bakura-5, Bassadro, Bestine IV, Bimmisaari, Boz Pity, Cadinth, Castell, Cato Neimoidia, Caramm V, Clak'dor VII, Colla IV, Corlax,4 ,Cyphar, Chalacta, Dagu, DekoNeimoidia, Donovia, Druckenwell, Elrood ,Emberlene, Enarc, Endor, Falleen, Felucia, Foerost, Geonosis, Haruun Kal, Haurgab, Halowan, Hypori, Jabiim, Kabal, Kalee, Kooriva, Korriban, Koru Neimoidia Kromus, Mandalore, Metalorn, Mirial, Dac, Moorja, Murkhana, Mustafar, Muunilinst, Mygeeto, Neimoidia, New,Plympto ,Nivek ,Null ,Omwat ,Ord,Cestus ,Ord, Janon, Pammant, Qiilura, Queyta, Rattatak, Raxus, Prime, Riflor, Saleucami, Serenno, Skako, Sluis, Van, Sullust, Sy, Myrth, Tarhassan, Thaere, Privo, Thule, Thyferra, Tibrin, Togoria, Toong'l, Trandosha, Troxar, Ukio, Utapau, Viidaav, Virujansi, Vjun, Yag'Dhul, Zaadja